# Warkalania
Warkalania es un género extinto de tortuga de la familia de los Meiolaniidae procedente del yacimiento de Riversleigh, en Australia. Se caracteriza entre su grupo por poseer bordes pequeños y bajos en el cráneo en vez de grandes protuberancias a modo de cuernos.